# Sauveterre-la-Lémance
 Sauveterre-la-Lémance  es una población y comuna francesa, en la región de Aquitania, departamento de Lot y Garona, en el distrito de Villeneuve-sur-Lot y cantón de Fumel.

## Demografía
| 977 | 873 | 824 | 743 | 685 | 623 |
| Para los censos de 1962 a 1999 la población legal corresponde a la población sin duplicidades (Fuente: INSEE [Consultar]) |     |     |     |     |     |